# 歌神
歌神，是對樂壇有傑出貢獻和廣泛影響力歌手的敬称。香港樂壇原本並沒有“歌神”的概念，1992年《許冠傑光榮引退匯群星》告別晚會上，譚詠麟向許冠傑致敬時說：「為阿Sam樂壇大哥大，樂壇的歌神再次致敬」，經過媒體的大肆報導，許冠傑「歌神」的尊號自此不脛而走。
1992年度「十大勁歌金曲頒獎禮」，商業電台董事總經理俞琤上台頒獎給張學友，俞琤說：「張學友是九十年代歌神的接班人。」将張學友称为歌神。其後1993年張學友舉辦世界巡迴演唱會，並以《吻別》等唱片在多個地區大賣而轟動一時，此時「歌神」一詞再次被引用，傳媒將他譽為「華語歌神」，張學友的「歌神」稱號亦被海外地區歌迷所認可，包括台灣、新馬、中國大陸乃至歐美等地。1995年后隨著他的音樂成就受到國際市場重視，他更獲海外傳媒譽為「歌神」，在一些歐美華人社區，如法國、北美，澳洲的雪梨和墨爾本等，一些KTV中亦會貼出張學友的畫像標注英文「The God of the singer」。
到了2000年代後，有傳媒及樂迷稱陳奕迅為「第三代歌神」，張學友的接班人。陳奕迅於1996年出道，以《天下無雙》一曲開始走紅，而經典歌曲《K歌之王》及《明年今日／十年》更奠定他在香港以至華語樂壇的地位。他的音樂作品更受到香港以外地區的肯定，如多次提名並獲得台灣金曲獎的「最佳國語男歌手獎」，也是該獎的入圍及獲獎紀錄保持人。2005年推出的大碟《U87》被《時代雜誌》推選為五大亞洲最值得購買的唱片之一。2024年出道近三十年的陳奕迅，在香港及華語樂壇仍舉足輕重獲獎無數，於YouTube香港區熱門歌手榜及Spotify全球最多收聽次數華語歌手榜均高佔第三位。

## 被傳媒及公眾廣泛認受為歌神的人物
- 許冠傑（第一代：1970年代至今）「香港歌神」
- 張學友（第二代：1990年代至今）「華語歌神」
- 陳奕迅（第三代：2000年代至今）「新一代歌神」